# Kegelbrecher
Kegelbrecher und Kreiselbrecher stellen eine spezielle Bauart von Brechern dar. Sie werden zur Grob- und Vorzerkleinerung von spröden, mittelharten und harten Materialien eingesetzt. Ihr Name leitet sich aus dem für die Zerkleinerung notwendigen kegelförmigen Bauteil ab.

## Geschichte
Anfang des 20. Jahrhunderts wurden erstmals Kreiselbrecher zum Zerkleinern von Gestein hergestellt.  Es handelte sich dabei um schwere und robuste Maschinen, die überwiegend in stationären Anlagen aufgestellt waren. So baute Allis-Chalmers im Jahre 1910 einen Kreiselbrecher mit einem Durchmesser von 1,2 m. Später verbesserten hochfeste Stähle und auswechselbare Verschleißteile die Zuverlässigkeit der Kreiselbrecher. In den 1920er Jahren waren die Kreiselbrecher bereits so leistungsfähig, dass innerhalb einer Stunde bis zu 1000 Tonnen Gestein verarbeitet werden konnte.

## Arbeitsprinzip
Bei diesen Brechern findet die Zerkleinerung in einem sich umlaufend öffnenden und schließenden Ringspalt zwischen Brechermantel und Brecherkegel statt. Öffnen und Schließen erfolgt dabei gleichzeitig auf gegenüberliegenden Seiten des Brechraums. Dies ist ein erheblicher Vorteil gegenüber einem Backenbrecher mit wechselndem Arbeitshub und Leerhub.
Kegel- und Kreiselbrechern gemeinsam ist die Brecherachse mit dem über Drucklager abgestützten Brechkegel. Die Brecherachse wird von einem Exzenter in eine umlaufende Taumelbewegung versetzt, durch die sich ein ringförmiger Spalt um den Kegel weitet und verengt.

### Kreiselbrecher

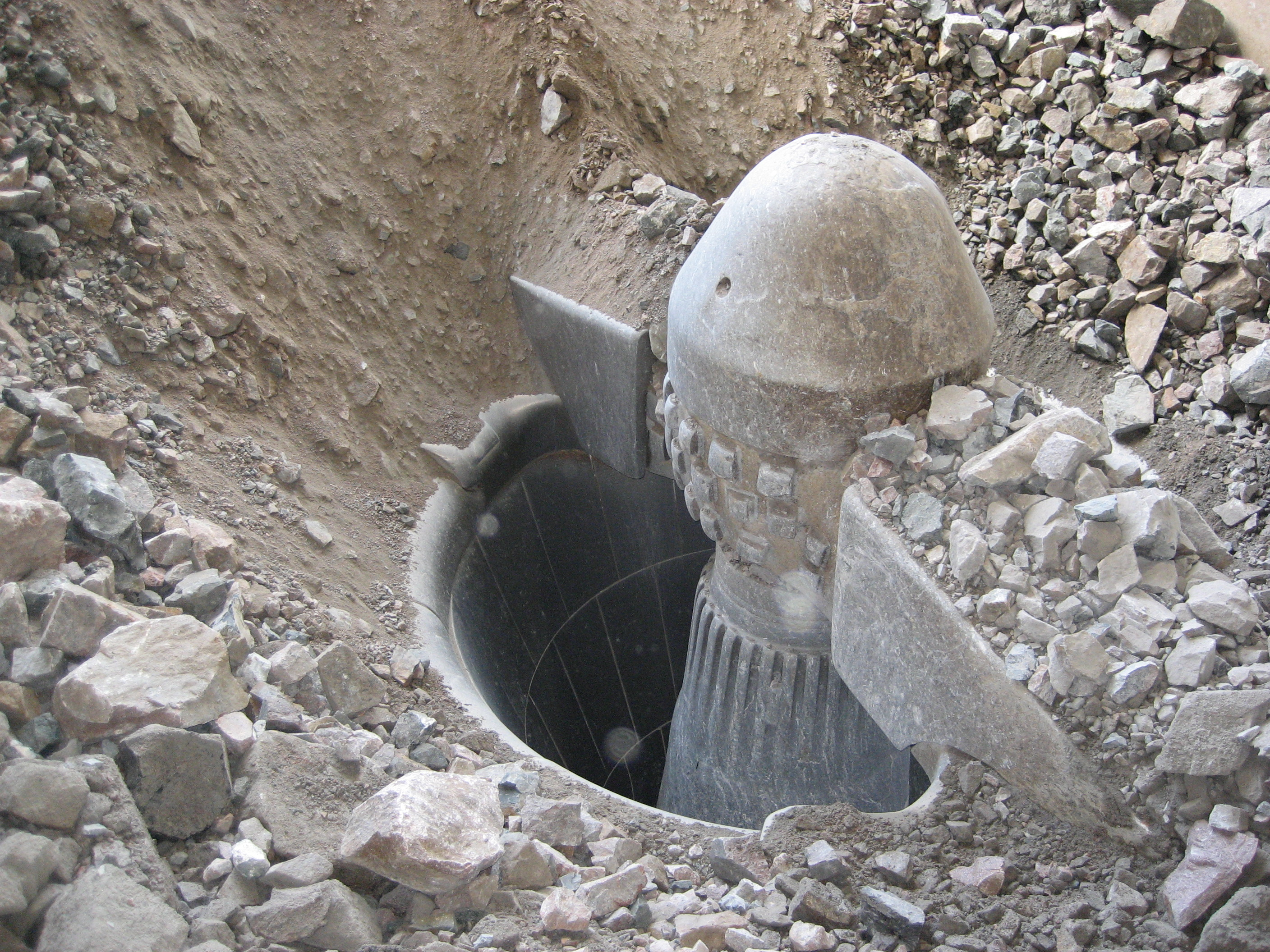
Kreiselbrecher als Vorbrecher

Beim Kreiselbrecher ist die Brecherachse im oberen Teil des Brechers in einem sphärischen Kopflager axial verschiebbar gelagert. Dieses Lager nimmt einen Teil der horizontalen Brechkräfte auf. Das Kopflager erfordert eine Quertraverse, die besonders bei kleinen Baugrößen und großen Aufgabestücken den Materialeinlauf in den Brecher behindert.

### Kegelbrecher

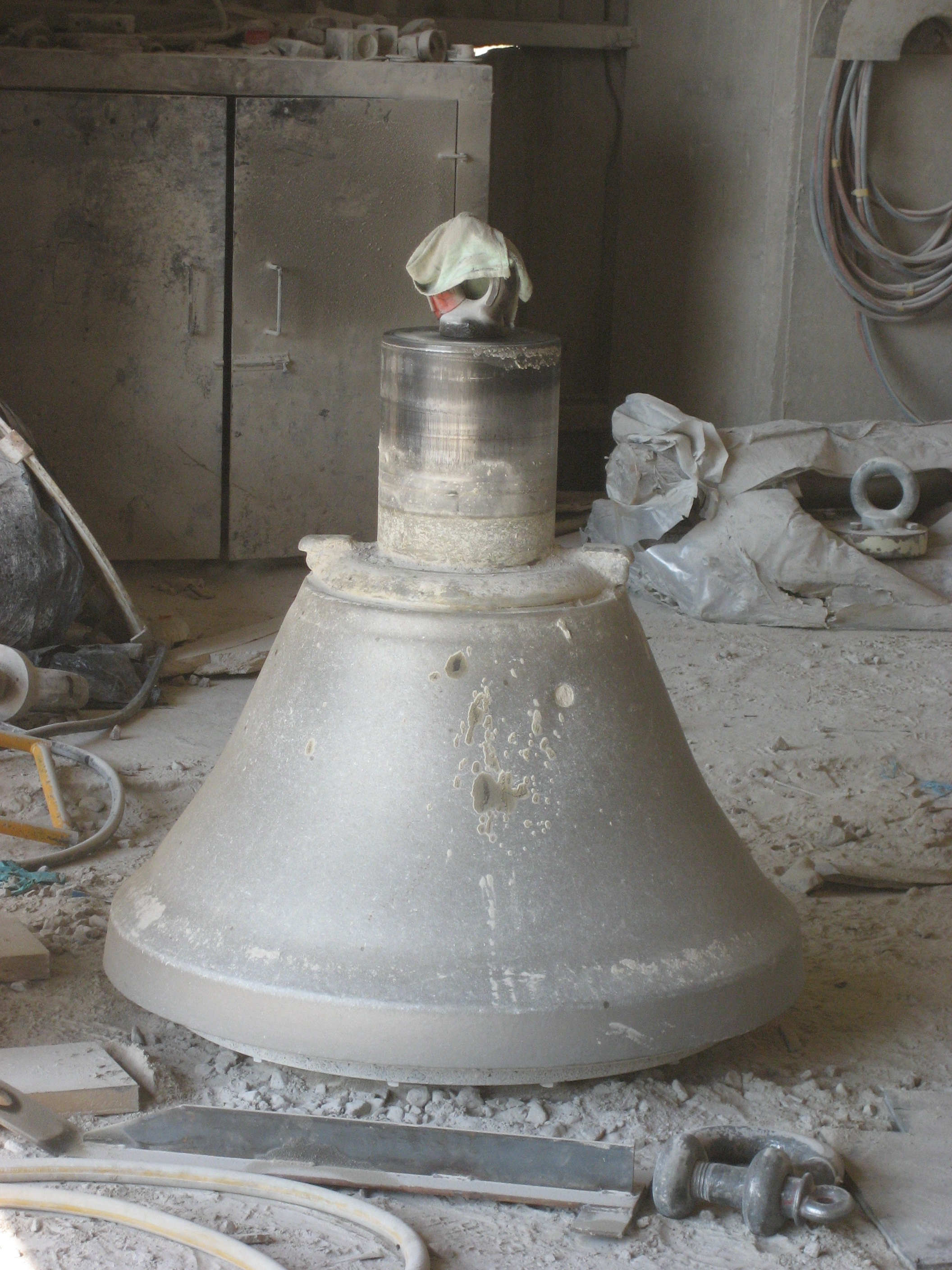
Brecherkegel

Beim fliegend gelagerten Kegelbrecher gibt es kein Kopflager. Der fiktive Drehpunkt liegt oberhalb des Brecherkegels. Hier nimmt eine kurze, besonders kräftig ausgeführte Achse sämtliche Kräfte auf und leitet sie in das Brechergehäuse ab. Die Brechspaltverstellung erfolgt durch Anheben des Brechermantels im Brecheroberrahmen.

### Steil- und Flachkegelbrecher
Ein weiteres konstruktives Merkmal ist die Form des Brechkegels. Steilkegelbrecher sind immer Kreiselbrecher. Flachkegel gibt es bei Kreisel- und Kegelbrechern. Der klassische Steilkegel kommt als Primär-Kreiselbrecher (Kreiselvorbrecher, Großkreiselbrecher) zum Einsatz.
Steilkegelbrecher werden mit eher geringen Drehzahlen betrieben und basieren daher auf dem Prinzip der Druckzerkleinerung; die Flachkegelbrecher werden mit höheren Drehzahlen betrieben und basieren daher auf dem Prinzip der Schlagzerkleinerung.

## Einsatz
100 t bis 500 t schwere Brecher können Aufgabestücke bis 1,5 m Größe in ein förderbandfähiges Produkt bei Durchsätzen bis zu mehreren tausend Tonnen pro Stunde brechen. Eingesetzt werden solche Brecher in Bergbaubetrieben und Kalksteinbrüchen.